# Église des Carmes de Perpignan
Pour les articles homonymes, voir église des Carmes.
L'église des Carmes de Perpignan est un édifice religieux édifié sur la commune de Perpignan dans le département des Pyrénées-Orientales en région Occitanie, en France.

## Situation
L'église se situe dans la ville de Perpignan, en région Occitanie dans les quartiers historiques de la ville, rue Jean Vielledent.

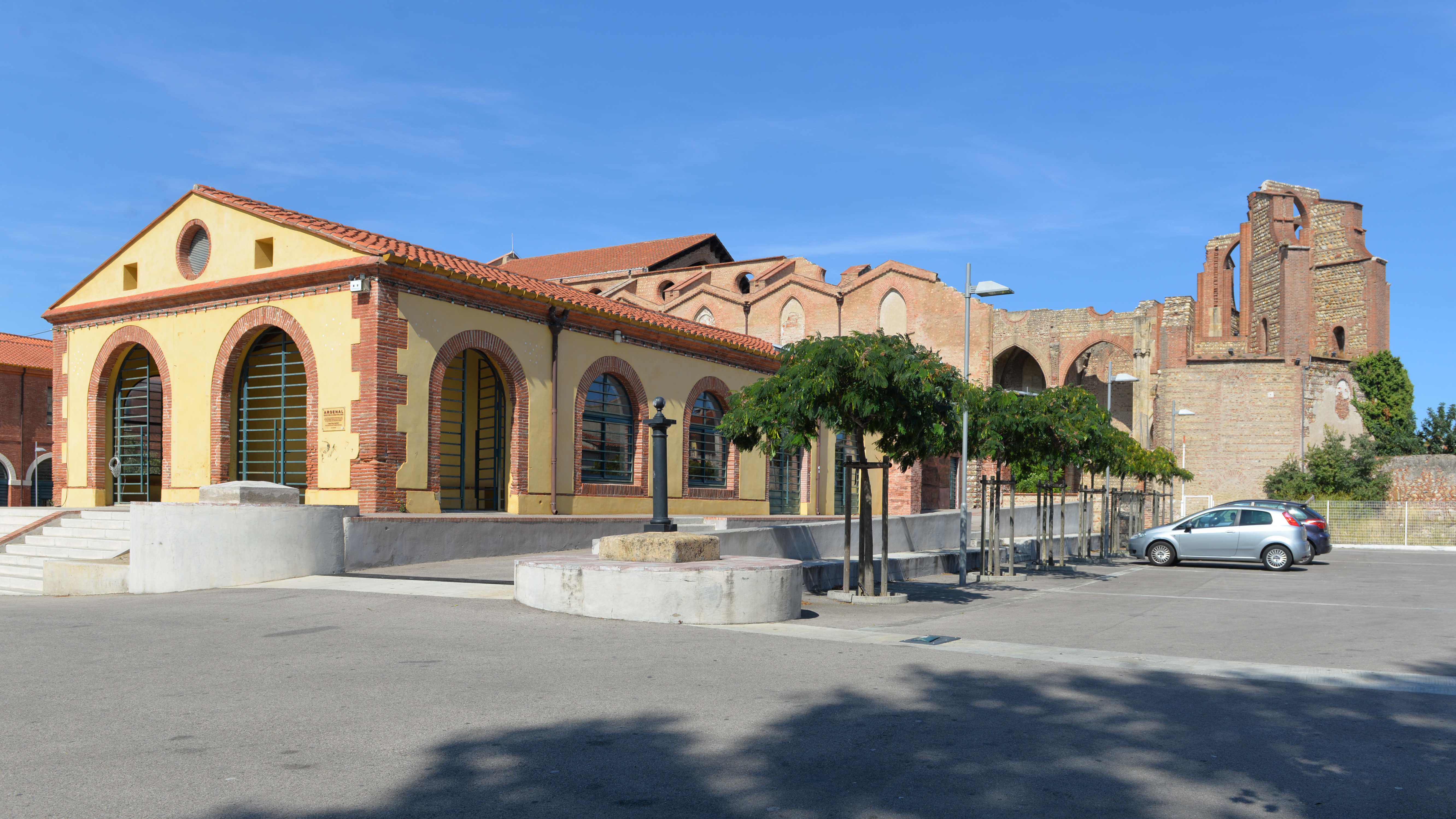
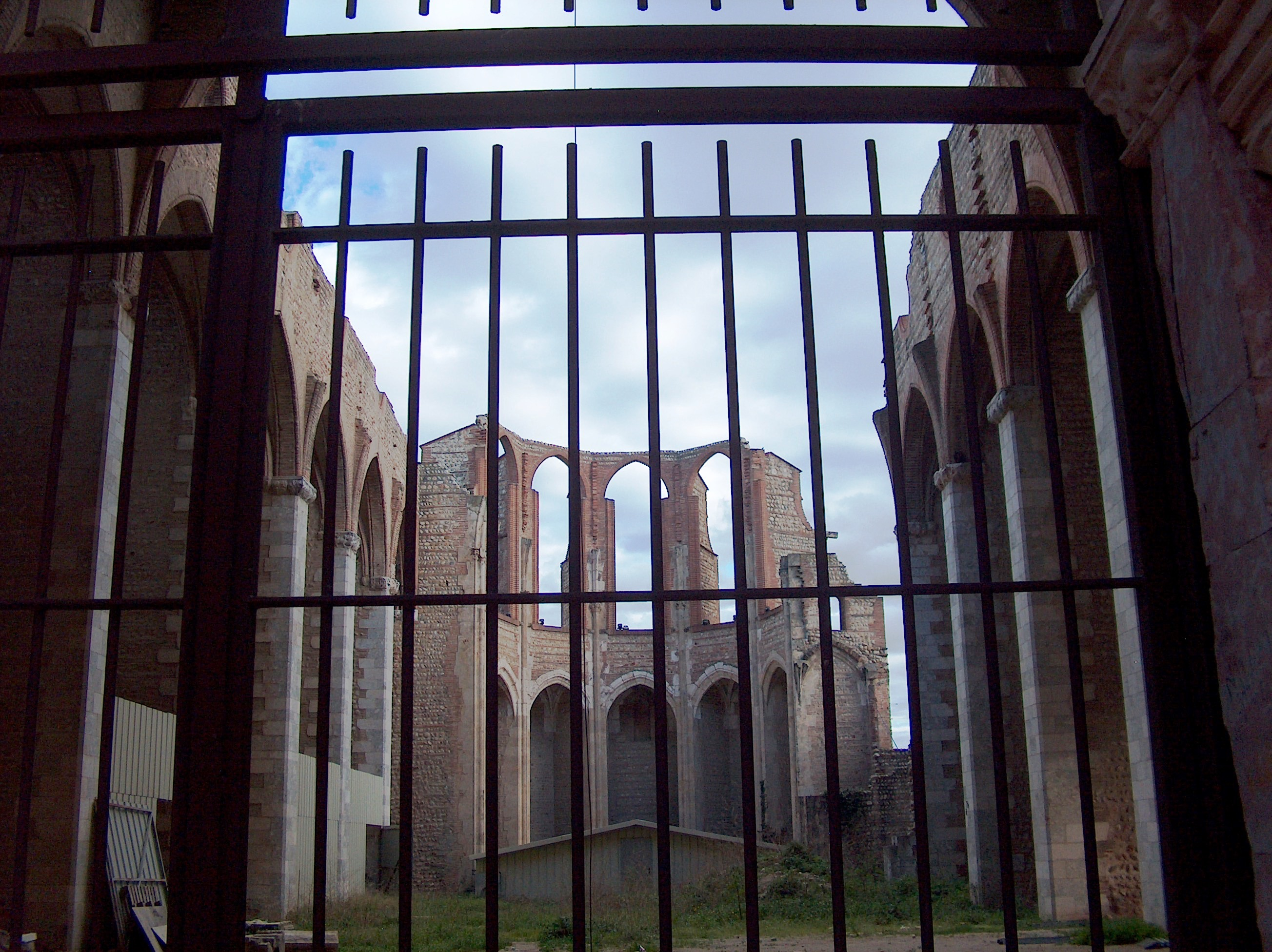
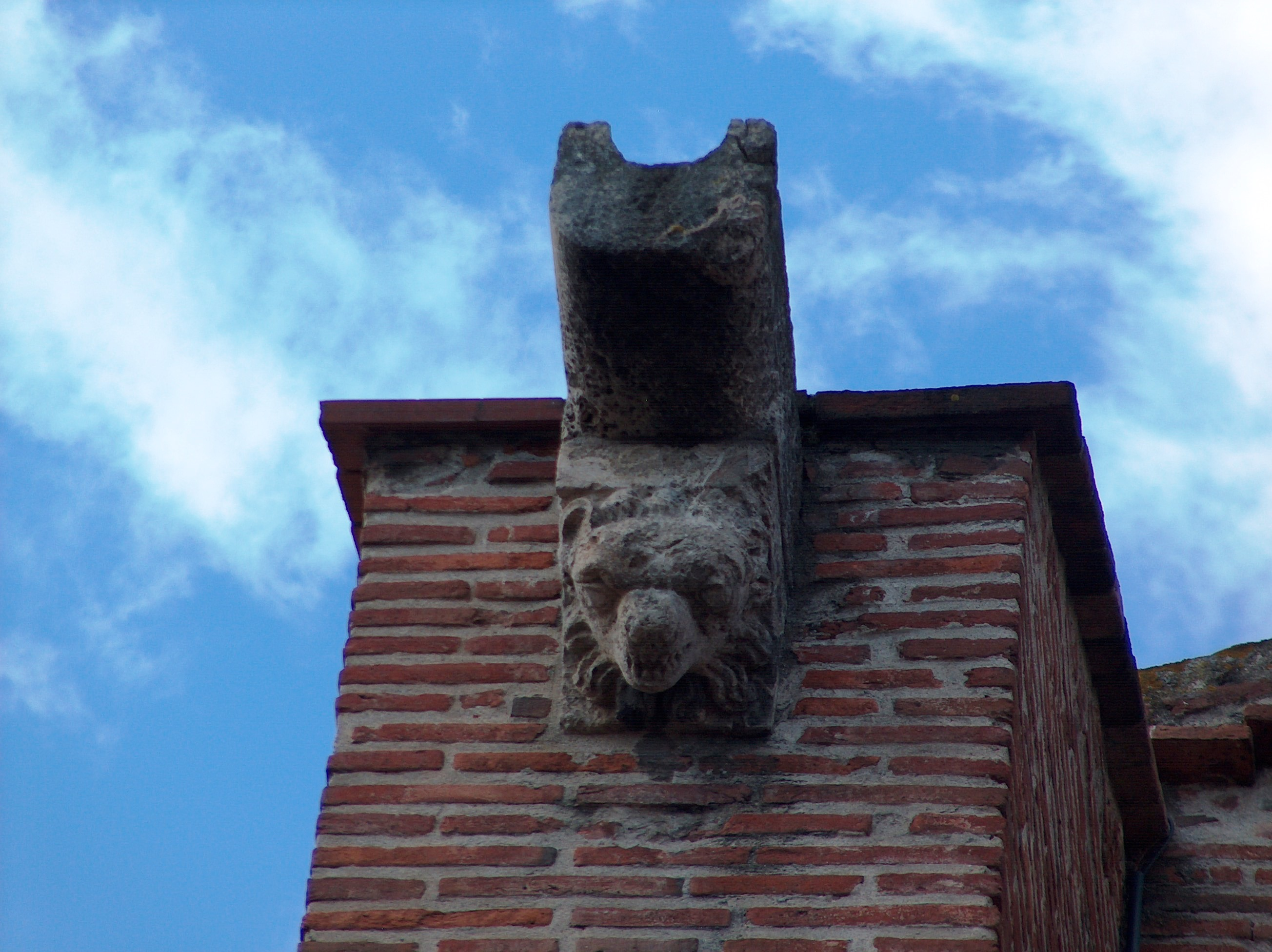
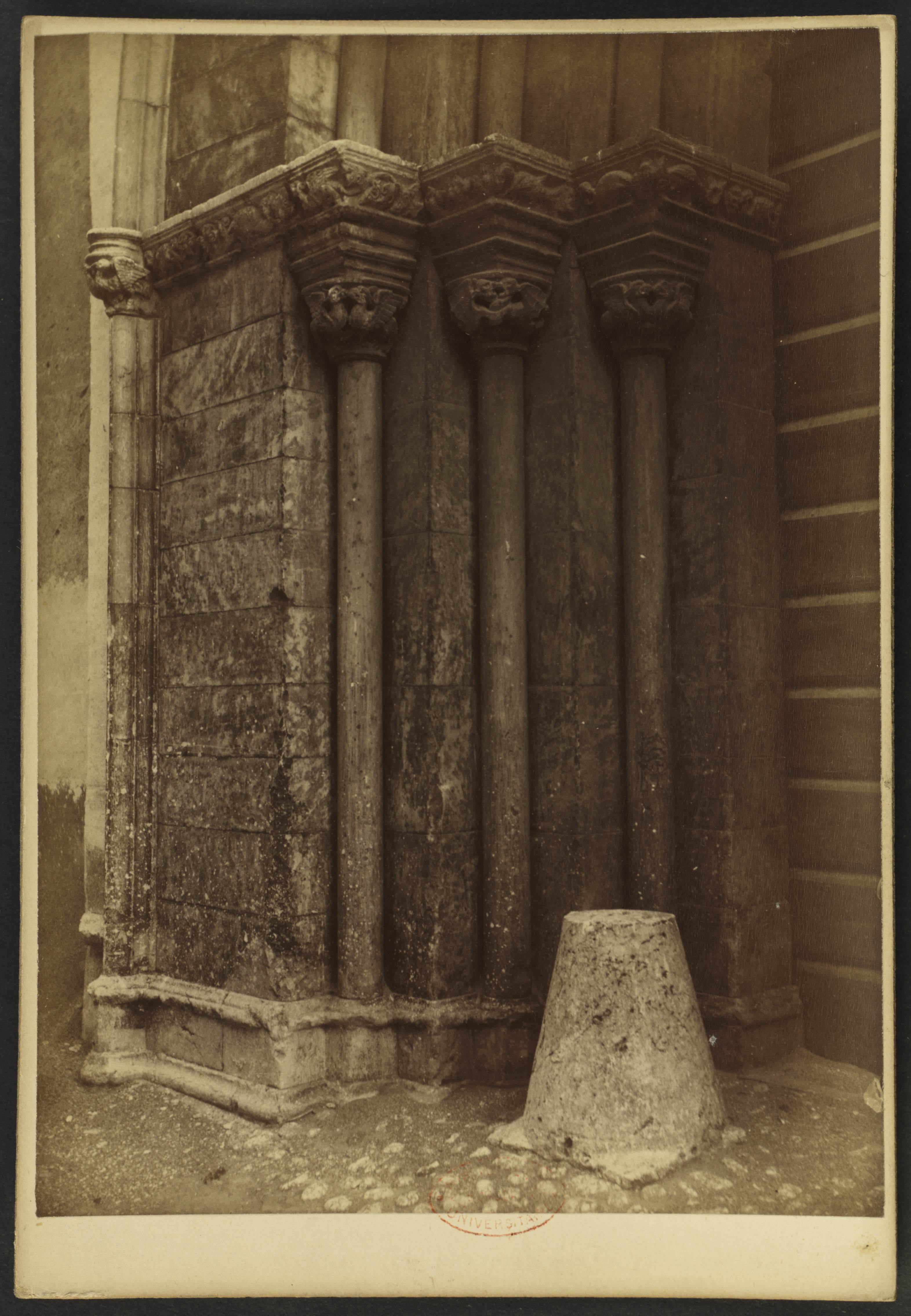
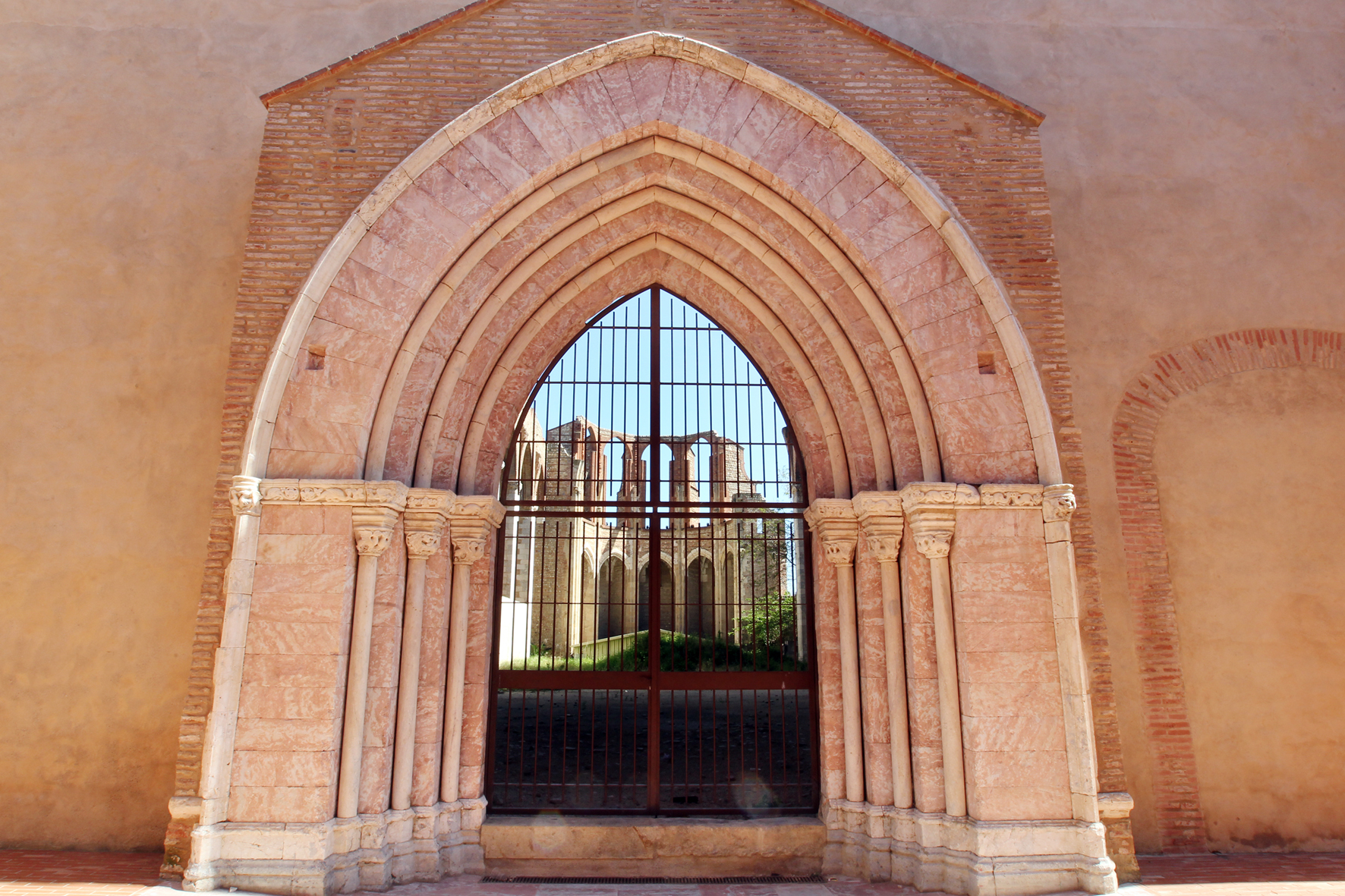

## Histoire
Cette église date du XIVe siècle et faisait partie du couvent des Carmes. Le cloître est détruit au début du XIXe siècle[Passage contradictoire], mais racheté par le poète Alexandre Guiraud, il est remonté dans sa propriété, le Château de Villemartin. Il y consacre le titre d'une de ses œuvres, Le Cloître de Villemartin, poésie. Il ne reste en 2019 que des vestiges de l'église dont un portail gothique ogival d'origine et le mur de la façade nord. Elle est aussi composée de clefs de voûte et de chapiteaux sculptés. Elle fut incendiée en 1944 par les Allemands et perdit sa toiture ; en 1961 le couronnement du chœur voûté s'est effondré. Des fouilles archéologiques révélèrent l’existence d’une crypte du XVe siècle devant le chœur.

### Protection
L'église a un classement par arrêté du 13 août 1906 et classement par arrêté du 20 août 1913, le portail et l'élévation font partie des monuments historiques depuis 1993.

## Historique
Les Carmes viennent s'installer à Perpignan en 1270, leur couvent se situe dans les quartiers pauvres de la ville. La grande église sera construite en 1325 et le cloître entre 1333 et 1342. En 1710, l'armée occupe une partie du site, après 1776 afin de pouvoir édifier l’Arsenal royal l'édifice va se voir démolir une section des bâtiments et du cloître.[Passage contradictoire]